# Domenico Costanzo
Domenico Costanzo (* 20. Oktober 1962 in Florenz) ist ein italienischer Filmregisseur und -schaffender.

## Leben
Seit 1984 Jahre machte Costanzo, zunächst zusammen mit Leonardo Pieraccioni, Kurzfilme auf Video und Film (so die ausgezeichneten Livingstone Bramble 1990 und La famiglia Adamo 1996), bevor er 1998 sein Spielfilmdebüt I volontari vorlegte, eine Hommage an die „Pieraccioni“-Komödien der Toskana. 2003 folgte La mia squadra del cuore. Daneben arbeitete Costanzo auch für das Fernsehen und als Schauspieler für Pieraccioni, mit dem er weiterhin oft zusammenarbeitete.
Costanzos neuestes Projekt ist Una vita migliore, der im Spätjahr 2011 zu sehen sein soll.

## Filmografie
- 1999: I volontari
- 2003: La mia squadra del cuore